# 柯西 (掸邦)
柯西，是缅甸掸邦萊林縣柯西镇区下辖的一个镇，也是该镇区的治所。

## 事件
2020年10月，缅甸军方在该镇缉获价值约1.86亿人民币的毒品。